# Barry Everitt
Barry J. Everitt ist ein britischer Biopsychologe, Hochschulprofessor und Master des Downing College an der Universität Cambridge.

## Karriere
Everitt studierte Zoologie und Psychologie an der University of Hull und promovierte an der University of Birmingham. Im Anschluss an sein Doktoratsstudium forschte er am Karolinska-Institut in Stockholm. 1974 ging er an die Universität von Cambridge, wo er 1976 Professor für Medizin am Downing College wurde.
Everitt war Chefredakteur des European Journal of Neuroscience und Mitglied der wissenschaftlichen Kommission von Science. Er ist Mitglied der Royal Society, die ihn als Croonian Lecturer 2021 auswählte. 2014 wurde er in die EMBO gewählt. Seit 2019 ist er Präsident der Society for Neuroscience und damit der erste Wissenschaftler in dieser Position, der nicht aus Nordamerika stammt.